# Fiacre de Ouro

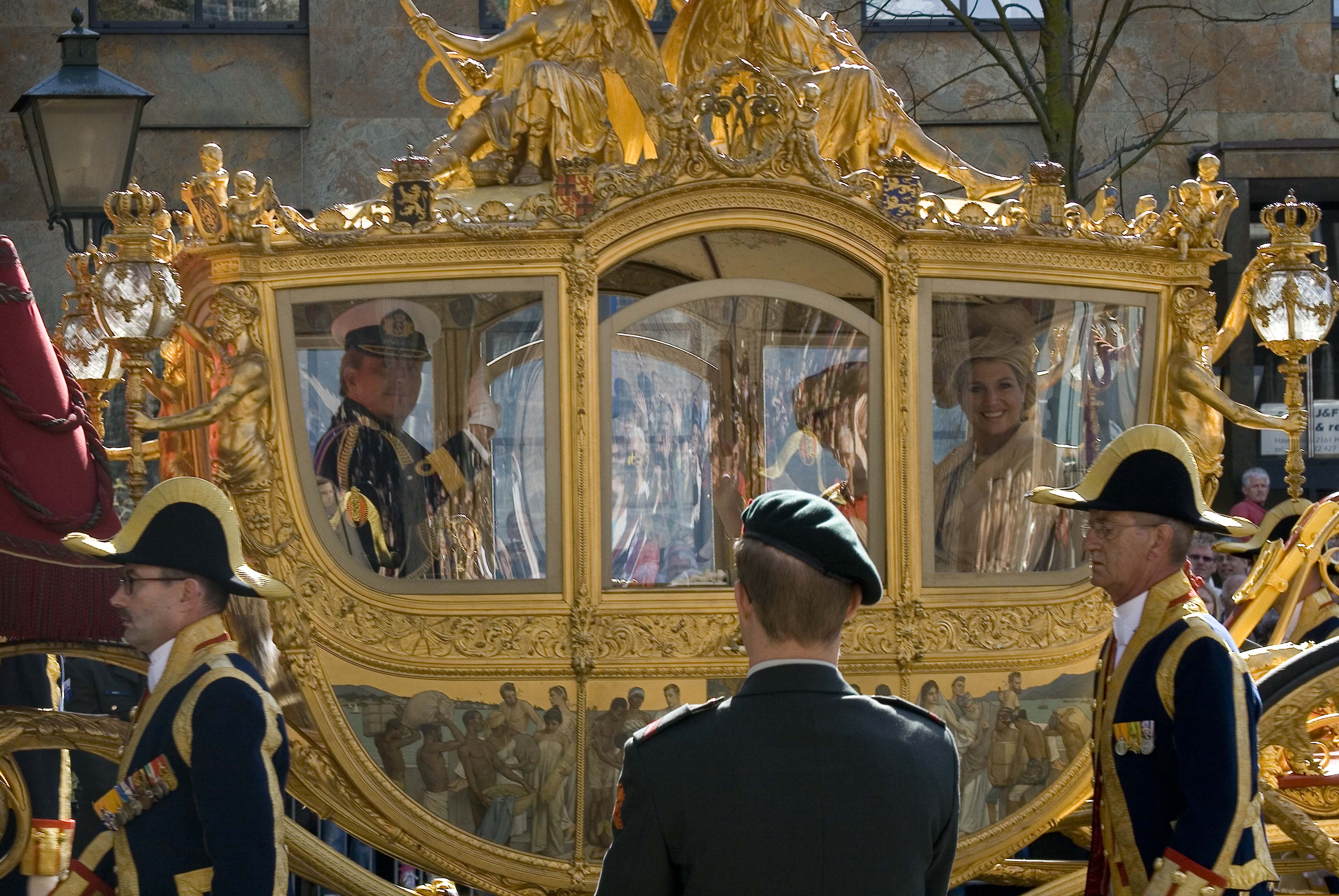
O fiacre dourado com o Príncipe Guilherme Alexandre, Rainha Beatrix, e a Princesa Máxima

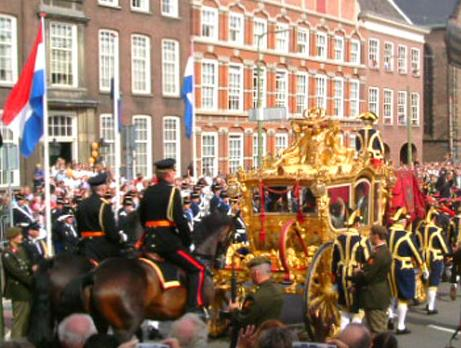
O fiacre Dourado no Prinsjesdag em Haia

O Fiacre de Ouro ou Golden Carriage (em neerlandês:  Gouden Koets) é um veículo  pertencente e usado pela Família Real do Reino dos Países baixos. Geralmente é usado para transportar a Família Real do Palácio Noordeinde até o Ridderzaal para a realização do Discurso do Trono.  O fiacre é feito de tectona coberto por folhas de ouro. É decorado com pinturas e símbolos ornamentados. O veículo foi construído em estilo renascentista dos Paises Baixos. Normalmente é puxado por oito cavalos quando o Monarca reinante se encontra dentro, e por seis cavalos quando leva outros membros da Família Real. A Rainha Wilhelmina desejava poder ficar em pé dentro do fiacre, o que explica o formato do telhado do carro. Esse aumento do telhado acabou por aumentar o peso do veículo, o que o torna difícil de dirigir.
Durante o trajeto do Fiacre, dependendo da ocasião, esquadrões armados são usados para escoltar o veículo. Em setembro de 2010, durante o Dia do Príncipe, um objeto foi atirado no carro que levava a Rainha depois do mesmo sair do Palácio Real. Não houve danos, sendo o objeto identificado como uma vela.
Em abril de 2009, durante o Dia da Rainha, oito pessoas morreram, incluindo o assassino, após um homem atentar contra a vida dos membros da Família Real, jogando seu carro contra o cortejo do Fiacre Dourado. O ataque fez a policia aumentar a segurnça no Dia do Príncipe.

## História
A rainha Wilhelmina recebeu o Fiacre de Dourado na sua investidura em 1898 como uma homenagem dos cidadãos de Amsterdã. O carro foi projetado e construído pelos Irmãos Spijker.
O veículo foi usado pela primeira vez por ocasião do casamento da Rainha Guilhermina e do Príncipe Henrique em 07 de fevereiro de 1901. Desde 1903, tem sido principalmente utilizado uma vez por ano, no dia do discurso da Rainha no Dia do Príncipe.
Outras ocasiões em que o Fiacre foi usado:
- o casamento da Princesa Juliana com o Princípe Bernhard (1937)
- o batismo da Princesa Beatrix (1938)
- o casamento da Princesa Beatrix e do Príncipe Claus (1966)
- o casamento do Príncipe Willem-Alexander e da Princesa Máxima (2002)